# شوالیه‌گری

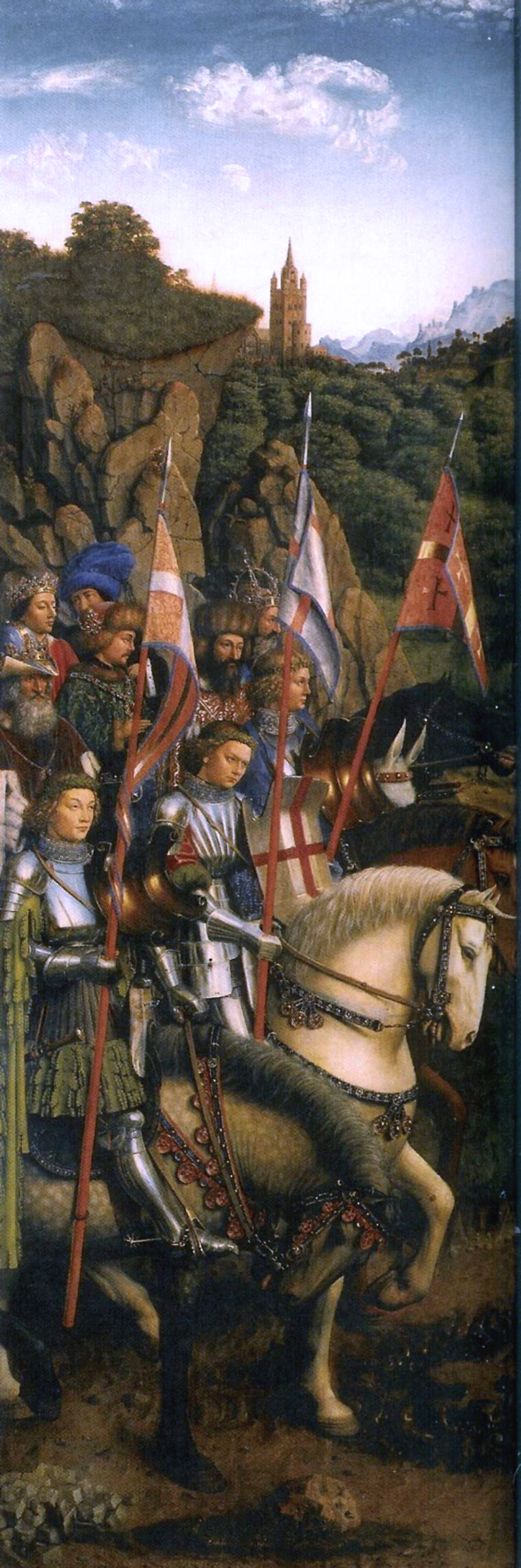
شوالیه‌های مسیح اثر یان وان آیک

شوالیه‌گری (انگلیسی: Chivalry)، به اعمال و رفتار گروه و طبقه‌ای نظامی (شوالیه) که در قرون وسطی بر اساس مرام‌نامه خود رفتار و عمل می‌کردند. این کلمه به افرادی گفته می‌شود که به نخبگان رزم‌آوری که طی مراسم و تشریفات خاصی وارد این گروه می‌شدند. همچنین این گروه غالباً به قلعه و اربابان قلعه تعلق داشتند و در جنگاوری با اسب زبده و کارآزموده بودند که در عملیات‌های نظامی برای فئودال‌ها علیه سایر فئودال‌ها و اربابان و مسابقات پهلوانی و نظامی شرکت می‌کردند. اما مسابقات و تمرینات نظامی اسباب تکدر و آزردگی کلیسا را فراهم آورد زیرا عنصر جنگاوری باعث زدوخوردهایی میان شهسواران می‌شد که باعث ناراحتی و رنجش نهضت صلح کلیسایی می‌شد؛ بنابریان کلیسا به مرور از این نیروها برای خدمت کلیسا و مسیحیان و محافظت از آن‌ها از جانب کفار سوق داد که نمونه آن طی جنگ‌های صلیبی رخ داد که دو فرقه مذهبی-نظامی متشکل از شهسواران به نام شوالیه‌های معبد و هوسپیتالرز شکل گرفت.